# Alsophis sanctonum
Espèce
Synonymes
- Alsophis antillensis  sanctonum Barbour, 1915

Statut de conservation UICN

 EN B1ab(iii) : En danger
Alsophis sanctonum, la Couresse des Saintes, est une espèce de serpents de la famille des Dipsadidae.

## Répartition
Cette espèce est endémique de Terre-de-Haut et de Terre-de-Bas dans les îles des Saintes à la Guadeloupe.

## Taxinomie
Cette espèce était considérée comme une sous-espèce d’Alsophis antillensis, elle est aujourd’hui considérée comme espèce distincte.

## Publication originale
- Barbour, 1915 : Recent notes regarding West Indian reptiles and amphibians. Proceedings of the Biological Society of Washington, vol. 28, p. 71-78 (texte intégral).